# Анна Австрийская (1573—1598)
Анна Австрийская (нем. Anna von Österreich, пол. Anna Habsburżanka, швед. Anna av Österrike; 16 августа 1573[…], Грац[…] — 10 февраля 1598, Варшава) — эрцгерцогиня австрийская из рода Габсбургов, первая жена короля польского и великого князя литовского Сигизмунда III Вазы.

## Биография
Анна была старшей дочерью эрцгерцога Карла II (1540—1590) и его супруги Марии-Анны (1551—1608), дочери герцога Баварии Альбрехта V. 31 мая 1592 года она вступила в брак в Кракове с польским и — позднее — шведским королём Сигизмундом III Ваза (1566—1632), единственным сыном короля Швеции Юхана III и его первой жены Катарины Ягеллонки, сестры правителя Речи Посполитой Сигизмунда II Августа. Анна Австрийская была ревностной католичкой.
Анна скончалась вследствие осложнений, вызванных рождением её последнего ребёнка. Похоронена в краковском Вавельском соборе. Согласно надписи на её саркофаге, датой рождения Анны является 1567 год, то есть оно произошло за 4 года до вступления в брак её родителей. После смерти Анны Сигизмунд III женится на её сестре, Констанции Австрийской.

## Дети
В браке с Сигизмундом III Анна родила пятерых детей, из которых лишь один достиг совершеннолетия:
- Анна Мария Ваза (23 мая 1593 — 9 февраля 1600)
- Катарина (19 апреля 1594 — 16 мая 1594)
- Владислав IV Ваза (9 июня 1595 — 20 мая 1648), король Польши, Русский царь. Женат в первом браке (1637) на эрцгерцогине Цецилии Ренате Австрийской (1611—1644), во втором браке (1645) на принцессе Луизе-Марии Гонзага
- Катарина (27 сентября 1596 — 2 июня 1597)
- Кристофер (род. и ум. 10 февраля 1598)